# ダウンタウン汁
『ダウンタウン汁』（ダウンタウンぢる）は、1993年10月8日（7日深夜）から1994年9月30日（29日深夜）までTBSで放送されていたバラエティ番組である。

## 概要
前番組『ダウンタウン也』から引き続きダウンタウンが司会を務めていた深夜番組。
番組は2部構成になっており、番組前半ではゲストを招いてのトークを行っていた。トークの前半は通常のトークコーナーで、後半は今田耕司ら当時の若手芸人たちからの質問コーナーになっていた。最初期にはダウンタウンの手元に電話が置いてあり、今田など当時の若手が有名人になりすましモノマネでゲストに質問したり、セットの扉から顔だけ出してゲストに質問するスタイルなど毎回趣向を変えていたが、最終的にレギュラー陣がタキシード姿で質問するスタイルになっていた。最初期の頃は前番組の『ダウンタウン也』同様、当時ダウンタウンがCM出演していたキリンビバレッジの炭酸飲料「OSMO」が彼らの手元に置かれ、飲みながら出演者とトークを進めていたが、中期以降はウーロン茶に変わった。
番組後半では「お笑い頭脳バトル」という大喜利企画を行っていた。浜田雅功が司会を務めるこのコーナーでは、他のメンバー全員がパネラーになり、浜田が出すお題に対してフリップで回答。浜田が面白いと判断したら大脳マークが貰え、逆に面白くないと判断した場合は取られる。大脳マークを最初に一定数貯めた者にはスポンサーの航空会社からバリ島旅行などが贈られた。誰かが賞品を獲得すると大脳マークは一旦リセットになり、次回は全員0の状態で再スタートするという、『笑点』の大喜利と同じルールで行われていた。当初は賞品獲得までに必要な大脳マークは松本が10、それ以外のメンバーは5だったが、後に各人の回答レベルに応じて差が付けられるようになった（松本は10、板尾は8など）。余りにもお題に大逸れたボケ解答や下ネタ解答を出すと、ハリセンで叩かれるか、浜田からフリップを強奪され投げられたり叩かれたりする。初期は浜田が選抜して面白くない解答をしたメンバーはスタジオの端にある牢屋に3人入れられ、解答席と牢屋の中にいるメンバーを交替されるルールがあったが、次第に今田と東野と山崎の3人が纏めて牢屋が解答席と固定された。ある回の放送で山崎が浜田に逆上した時に、浜田が思いっきり檻を蹴った際に檻の一部が破損した揚句、3人が倒れた際に檻が破壊され、以降牢屋は違う体制で設計されたが島田や䡄保等のメンバーの降板や番組の経費削減に伴い、4月以降牢屋制度は廃止され、メンバー全員が解答席に座る形に落ち着いた。番組の最後に浜田が今日1番面白い解答した人物にだけ「敢闘賞」と称し、番組スポンサーから賞品がプレゼントされるルールもあったが、回が進むにつれ敢闘賞も廃止されるようになった。後期からはコーナー前半にトークコーナーに来たゲストも引き続き出演し、ミュージシャンなら新曲、俳優なら出演する映画や舞台のセールスポイントやキャッチコピーを当てたり、歴史上の人物の名称や生物の名前を当てたり、1人のメンバーの大喜利の解答を他のパネラーが合わせて当てる等のクイズコーナーが追加され正解すると大脳マークがもらえ、後半からの大喜利コーナーでも加算される。
放送開始から半年間は60分枠で放送されていたが、1994年4月に放送枠を30分拡大し、「ダウンタウン粕」という番組本編とは別進行のコーナーを放送するようになった。このコーナーには、東野幸治、板尾創路（130R）、蔵野孝洋（130R）、木村祐一の4人が「ハンバーグ」というチームを組んで出演していた。内容はメンバー同時で主に過激なお題に体を張ったことに挑むことが多かった。
なお、メンバーの板尾は途中、淫行事件を起こして番組を降板することになったが、収録済みの回は映像編集によってその場にいなかったことにされた。また、過去の名シーンのVTRを流した際、浜田は「うちの番組すごいですねえ。いたはずの人が、いたかどうかわからなくなってる」と発言した。

## 放送時間
いずれも日本標準時。
- 金曜 0:50 - 1:50 （木曜深夜、1993年10月8日 - 1994年4月1日）
- 金曜 0:50 - 2:20 （木曜深夜、1994年4月8日 - 1994年9月30日） - 放送枠を30分拡大し、拡大分を「ダウンタウン粕」と題して放送。

## 出演者

### 司会
- 浜田雅功（ダウンタウン）
- 松本人志（ダウンタウン）

### レギュラーメンバー
- 今田耕司
- 東野幸治
- 板尾創路（130R） - 1994年5月まで出演。
- 蔵野孝洋（130R）
- 木村祐一
- 山崎邦正（TEAM-0）
- 軌保博光（TEAM-0） - 1994年3月頃[いつ?]まで出演。
- 島田珠代 - 1994年3月まで出演。

### トークゲスト
- 1993/10/07 #01 千堂あきほ
- 1993/10/14 #02 BEGIN
- 1993/10/21 #03 山瀬まみ
- 1993/10/28 #04 大塚寧々
- 1993/11/04 #05 ribbon
- 1993/11/11 #06 飯島愛
- 1993/11/18 #07 電気GROOVE(1回目)
- 1993/11/25 #08 西城秀樹
- 1993/12/02 #09 ブカブカ
- 1993/12/09 #10 横道坊主
- 1993/12/16 #11 冠二郎
- 1993/12/23 #12 CoCo
- 1994/01/06 #13 松本伊代
- 1994/01/13 #14 篠原涼子
- 1994/01/20 #15 大竹まこと
- 1994/01/27 #16 間寛平
- 1994/02/03 #17 電気GROOVE(2回目)
- 1994/02/10 #18 きたろう
- 1994/02/17 #19 西山浩司
- 1994/02/24 #20 香西かおり
- 1994/03/03 #21 ※総集編
- 1994/03/10 #22 高島忠夫
- 1994/03/17 #23 加納典明
- 1994/03/24 #24 野沢直子
- 1994/03/31 #25 BAKUFU-SLUMP
- 1994/04/07 #26 スチャダラパー
- 1994/04/14 #27 天龍源一郎
- 1994/04/21 #28 オスマン・サンコン
- 1994/04/28 #29 秋野暢子
- 1994/05/05 #30 長与千種
- 1994/05/12 #31 鶴見辰吾
- 1994/05/19 #32 日出郎
- 1994/05/26 #33 具志堅ティナ
- 1994/06/02 #34 山城新伍
- 1994/06/09 #35 中條かな子
- 1994/06/16 #36 大仁田厚
- 1994/06/23 #37 モダンチョキチョキズ
- 1994/06/30 #38 城之内早苗
- 1994/07/07 #39 中嶋美智代
- 1994/07/14 #40 相楽晴子
- 1994/07/21 #41 布川敏和
- 1994/07/28 #42 安岡力也
- 1994/08/04 #43 新沼謙治
- 1994/08/11 #44 島崎和歌子
- 1994/08/18 #45 MEN'S 5
- 1994/08/25 #46 家田荘子
- 1994/09/01 #47 SHIHO
- 1994/09/08 #48 景山民夫
- 1994/09/15 #49 赤塚不二夫

## スタッフ
- 企画：松本人志
- 構成：倉本美津留、高須光聖、三木聡、松井洋介
- TD：田中祥嗣
- SW：青木芳行
- CAM：中島浩司
- VE：有田好嗣
- MIX：近藤良弘
- LD：石塚茂
- SE：玉井実、田中寿一
- デザイン：増田寿子
- 美術：和田俊輔
- TK：山岸弘子
- メイク：牧瀬典子
- スタイリスト：高堂のりこ
- 協力：創造商店、CRUSHOUT、オフィスバックアップ、スウィッシュ・ジャパン、IMAGICA、スタッフユニオン、ブランニングアート、フルハウス
- 制作協力：吉本興業
- 番宣：河野裕之
- プロデューサー：赤木準平、大﨑洋
- ディレクター：永峰明、林敏博、園田憲
- 制作著作：TBS

## エンディングテーマ
- 「ちぎれそうなパラダイス」/かの香織（1993年10月 - 1994年3月）
- 「泣いてばかりでいいじゃない」/諸岡菜穂子（1994年4月 - 1994年9月）